# Saint-Roch-Ouest
Pour les articles homonymes, voir Saint-Roch (homonymie).
Saint-Roch-Ouest est une municipalité dans la municipalité régionale de comté (MRC) de Montcalm au Québec (Canada), située dans la région administrative de Lanaudière.

## Toponymie
La municipalité est nommée en l'honneur de Roch de Montpellier.

## Histoire
En 1921, un différend entre la municipalité de Saint-Roch-de-l'Achigan et un groupe de résidents de son secteur ouest a amené ceux-ci à demander au gouvernement du Québec l'autorisation de créer une municipalité séparée. La cause du désaccord était l'ouverture d'une route reliant le rang de la Rivière Sud et le rang du Ruisseau-des-Anges. La municipalité de Saint-Roch-Ouest fut donc reconnue le 14 mai 1921, et la route fut ouverte l'année suivante. En 1997, le territoire municipal a été réduit par le retrait de plusieurs lots situés sur le rang de la Rivière nord au bénéfice de Saint-Roch-de-l'Achigan.

## Géographie
La municipalité de Saint-Roch-Ouest est à 30 km de Montréal. Elle se situe entre les municipalités de Saint-Esprit, Saint-Lin-Laurentides et Saint-Roch-de-l'Achigan. 
La rivière de l'Achigan traverse la municipalité d'ouest en est et délimite l'est de la municipalité.

## Démographie
| 1991 | 1996 | 2001 | 2006 | 2011 | 2016 | 2021 |
| ---- | ---- | ---- | ---- | ---- | ---- | ---- |
| 357  | 350  | 310  | 285  | 267  | 266  | 266  |

## Administration
Les élections municipales se font en bloc pour le maire et les six conseillers.
| Saint-Roch-Ouest Maires depuis 2001                                                                                  |                      |                                                                        |          |
| Élection | Maire                | Qualité                                                                | Résultat |
| 2001 | Jean-Charles Mercier |                                                                        | Voir     |
| 2005 | Claude Mercier       |                                                                        | Voir     |
| 2009 | Claude Mercier       | Voir                                                                   |          |
| 2013 | Claude Mercier       | Voir                                                                   |          |
| n/d | Mario Racette        | Candidat libéral dans Rousseau en 2012 Meurt en fonction le 5 mai 2020 | Voir     |
| 2017 | Mario Racette        | Candidat libéral dans Rousseau en 2012 Meurt en fonction le 5 mai 2020 | Voir     |
| sept. 2020 | Pierre Mercier       | Conseiller municipal                                                   | Voir     |
| 2021 | Pierre Mercier       | Conseiller municipal                                                   | Voir     |
| Élection partielle en italique Depuis 2005, les élections sont simultanées dans toutes les municipalités québécoises |                      |                                                                        |          |

## Économie
Sa principale activité est l'agriculture. Elle compte aussi quelques entreprises artisanales, dont une fromagerie et une ébénisterie.

## Éducation
La Commission scolaire Sir Wilfrid Laurier gère des écoles anglophones :
- école primaire Joliette à Saint-Charles-Borromée[5] ;
- école secondaire Joliette à Joliette[6]